# Druyes-les-Belles-Fontaines
Pour les articles homonymes, voir Druyes et Belles Fontaines.
Druyes-les-Belles-Fontaines est une commune française située dans le département de l'Yonne et la région Bourgogne-Franche-Comté.

## Géographie
Lieux-dits : le Bourg, la Ville, les Ménages, les Mailloderies, Brétignelles, la Tuilerie, la Pomponnerie, les Mérys, Fauvin, le Pron, Saint-Martin (ferme), Montru, Blin, le Bouloy, les Singes, Fosse Terron (ferme), les Martins, Maupertuis, le Moulin Girard, Gulène, la Fosse aux Prêtres, la Petite Poisse, la Grande Poisse, la Roche.

### Communes limitrophes
| Taingy              | Molesmes                    | Courson-les-Carrières |
| Sougères-en-Puisaye | Druyes-les-Belles-Fontaines | Andryes               |
| Étais-la-Sauvin     | Billy-sur-Oisy (Nièvre)     |                       |

### Climat
Pour des articles plus généraux, voir Climat de la Bourgogne-Franche-Comté et Climat de l'Yonne.
En 2010, le climat de la commune est de type climat océanique dégradé des plaines du Centre et du Nord, selon une étude du Centre national de la recherche scientifique s'appuyant sur une série de données couvrant la période 1971-2000. En 2020, Météo-France publie une typologie des climats de la France métropolitaine dans laquelle la commune est exposée à un climat océanique altéré et est dans la région climatique  Centre et contreforts nord du Massif Central, caractérisée par un air sec en été et un bon ensoleillement. 
Pour la période 1971-2000, la température annuelle moyenne est de 10,7 °C, avec une amplitude thermique annuelle de 15,8 °C. Le cumul annuel moyen de précipitations est de 778 mm, avec 12,4 jours de précipitations en janvier et 7,6 jours en juillet. Pour la période 1991-2020, la température moyenne annuelle observée sur la station météorologique de Météo-France la plus proche, « Molesmes_sapc », sur la commune de Les Hauts de Forterre à 8 km à vol d'oiseau, est de 11,1 °C et le cumul annuel moyen de précipitations est de 850,3 mm. 
La température maximale relevée sur cette station est de 40,6 °C, atteinte le 25 juillet 2019 ; la température minimale est de −20 °C, atteinte le 9 janvier 1985,,. 
Les paramètres climatiques de la commune ont été estimés pour le milieu du siècle (2041-2070) selon différents scénarios d'émission de gaz à effet de serre à partir des nouvelles projections climatiques de référence DRIAS-2020. Ils sont consultables sur un site dédié publié par Météo-France en novembre 2022.

## Urbanisme

### Typologie
Au 1er janvier 2024, Druyes-les-Belles-Fontaines est catégorisée commune rurale à habitat dispersé, selon la nouvelle grille communale de densité à sept niveaux définie par l'Insee en 2022.
Elle est située hors unité urbaine et hors attraction des villes,.

### Occupation des sols
L'occupation des sols de la commune, telle qu'elle ressort de la base de données européenne d’occupation biophysique des sols Corine Land Cover (CLC), est marquée par l'importance des forêts et milieux semi-naturels (51,2 % en 2018), une proportion identique à celle de 1990 (51,2 %). La répartition détaillée en 2018 est la suivante : 
forêts (51 %), terres arables (45,2 %), zones agricoles hétérogènes (2 %), zones urbanisées (0,9 %), prairies (0,7 %), milieux à végétation arbustive et/ou herbacée (0,2 %). L'évolution de l’occupation des sols de la commune et de ses infrastructures peut être observée sur les différentes représentations cartographiques du territoire : la carte de Cassini (XVIIIe siècle), la carte d'état-major (1820-1866) et les cartes ou photos aériennes de l'IGN pour la période actuelle (1950 à aujourd'hui).

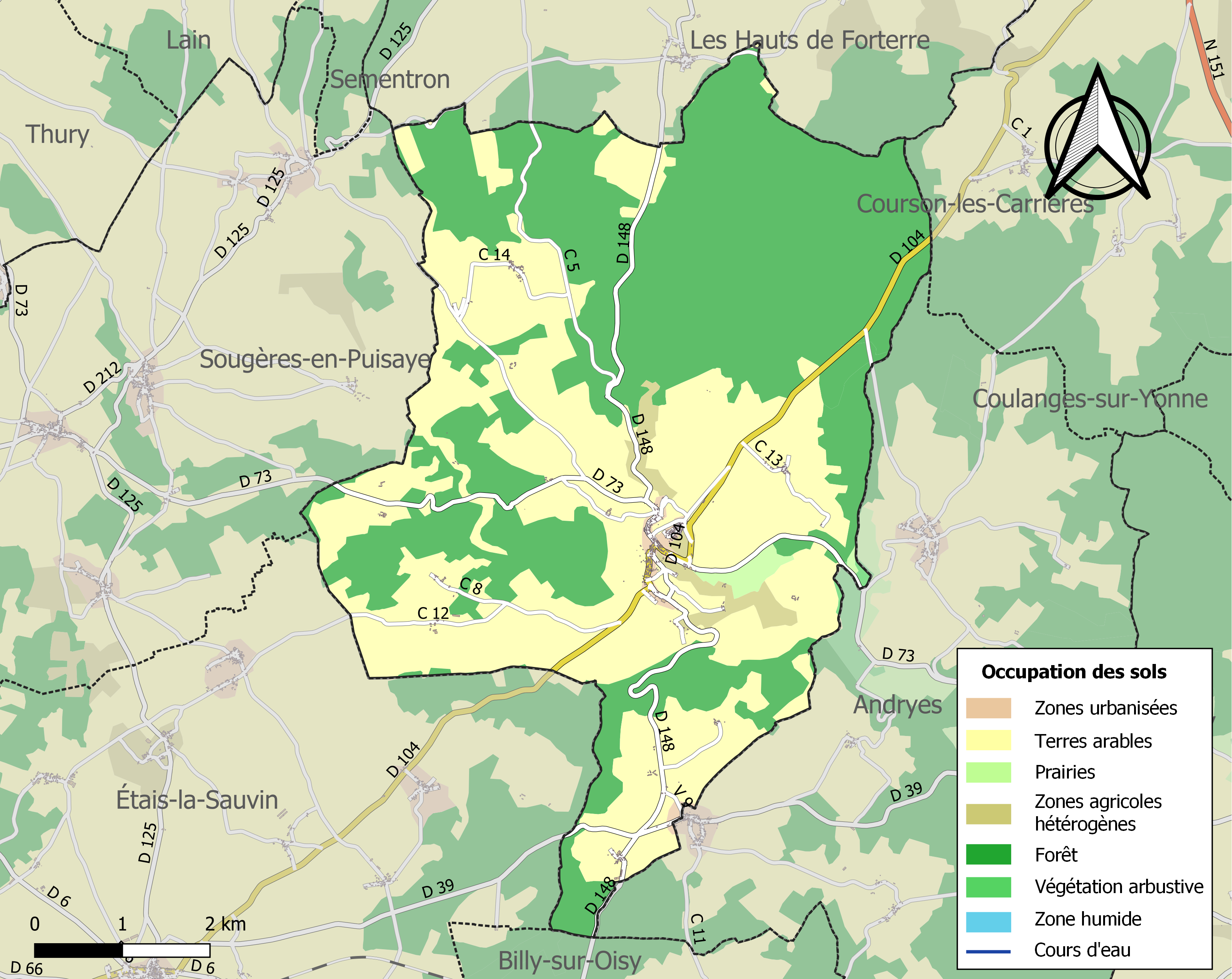
Carte des infrastructures et de l'occupation des sols de la commune en 2018 (CLC).

## Histoire
Le village aurait été fondé au VIe siècle par saint Romain († 560), instructeur de Benoît de Nursie à Subiaco qui, venant d'Italie, s'installa dans une grotte de la falaise qui porte aujourd'hui son nom. Il évangélisa la petite population éparpillée et amorça l'assainissement des marais en drainant la Druyes. Il construisit deux chapelles et un monastère (dont il fut le premier abbé), aujourd'hui disparus.[réf. nécessaire] 

En 596 le règlement de saint Aunaire, 18e évêque d'Auxerre (572-605), inclut Druyes Drogia dans les trente principales paroisses du diocèse.
Du fait du prestige de saint Romain, des pèlerinages sont organisés et un village naît et grandit : Druyes. Ses reliques seront transférées trois siècles plus tard à Preux (village devenu depuis Saint-Romain-le-Preux) afin de les protéger des invasions normandes. Les moines quittèrent Druyes-les-Belles-Fontaines pour Andryes pendant ces invasions.
Un document de 1031 précise que Druyes est aux mains de la famille de Nevers qui possède les deux comtés d'Auxerre et de Nevers et mentionne l'existence d'un château dans ce village. Les comtes d'Auxerre favorisaient le château de Druyes pour la proximité de la forêt de Frétoy où ils pouvaient chasser le gros gibier.
Dans la seconde moitié du XIIe siècle, le château fort fut construit sur ce promontoire calcaire élevé ; il profitait ainsi de la défense naturelle constituée par la vallée très marécageuse à cette époque et s'assurait une vue sans obstacle sur la campagne environnante. Une première enceinte ceinturait le sommet plat de la colline ; elle avait la forme d'un triangle de 300 mètres de côté, était fortifiée de tours et d'une poterne à l'entrée.

## Politique et administration
| Période   | Période   | Identité            | Étiquette                    | Qualité             |
| --------- | --------- | ------------------- | ---------------------------- | ------------------- |
| mars 2001 | mars 2008 | Henri Gascuel       |                              | Architecte retraité |
| mars 2008 | mars 2014 | Sylvain Pinon       |                              | Agriculteur         |
| mars 2014 | En cours  | Jean-Michel Rigault | Agir, la droite constructive | Retraité            |

## Démographie
L'évolution du nombre d'habitants est connue à travers les recensements de la population effectués dans la commune depuis 1793. Pour les communes de moins de 10 000 habitants, une enquête de recensement portant sur toute la population est réalisée tous les cinq ans, les populations de référence des années intermédiaires étant quant à elles estimées par interpolation ou extrapolation. Pour la commune, le premier recensement exhaustif entrant dans le cadre du nouveau dispositif a été réalisé en 2004.

En 2022, la commune comptait 273 habitants, en évolution de −3,53 % par rapport à 2016 (Yonne : −1,95 %, France hors Mayotte : +2,11 %).
| 1793 | 1800 | 1806 | 1821 | 1831 | 1836 | 1841 | 1846 | 1851 |
| ---- | ---- | ---- | ---- | ---- | ---- | ---- | ---- | ---- |
| 696  | 750  | 730  | 770  | 836  | 880  | 894  | 911  | 927  |

| 1856 | 1861 | 1866 | 1872 | 1876 | 1881  | 1886 | 1891 | 1896 |
| ---- | ---- | ---- | ---- | ---- | ----- | ---- | ---- | ---- |
| 922  | 931  | 959  | 959  | 943  | 1 098 | 973  | 853  | 763  |

| 1901 | 1906 | 1911 | 1921 | 1926 | 1931 | 1936 | 1946 | 1954 |
| ---- | ---- | ---- | ---- | ---- | ---- | ---- | ---- | ---- |
| 696  | 717  | 656  | 614  | 566  | 534  | 504  | 503  | 468  |

| 1962 | 1968 | 1975 | 1982 | 1990 | 1999 | 2004 | 2006 | 2009 |
| ---- | ---- | ---- | ---- | ---- | ---- | ---- | ---- | ---- |
| 422  | 376  | 334  | 309  | 302  | 288  | 290  | 291  | 306  |

| 2014 | 2019 | 2022 | - | - | - | - | - | - |
| ---- | ---- | ---- | - | - | - | - | - | - |
| 289  | 266  | 273  | - | - | - | - | - | - |

## Culture et patrimoine
Druyes-les-Belles-Fontaines a été labellisée Cité de Caractère de Bourgogne-Franche-Comté en 2016.

### Lieux et monuments
- Les « grottes de Saint-Romain » fondateur du village et Cave aux Fées. Les vestiges de la grotte de Saint-Romain sont indiquées par une croix en bois visible à gauche de l'étang de Druyes.
- Les nombreuses sources secondaires (sources de la Druyes) dont l'origine hydrologique se situe au domaine du Colombier sur la commune d'Étais-la-Sauvin.
- L’église romane de Druyes-les-Belles-Fontaines, classée au titre des monuments historiques[21]
- Ruines du château de Druyes et ancien village fortifié ; les ruines du château construit au XIIe siècle par les comtes de Nevers sont classées monuments historiques[22].
- La porte de ville de Druyes-les-Belles-Fontaines, classée monument historique[23].
- Le lavoir de Druyes-les-Belles-Fontaines, inscrit au titre des monuments historiques[24]
- Le viaduc de Druyes-les-Belles-Fontaines, emprunté autrefois par la ligne de Triguères à Surgy qui desservait la gare de Druyes-les-Belles-Fontaines.

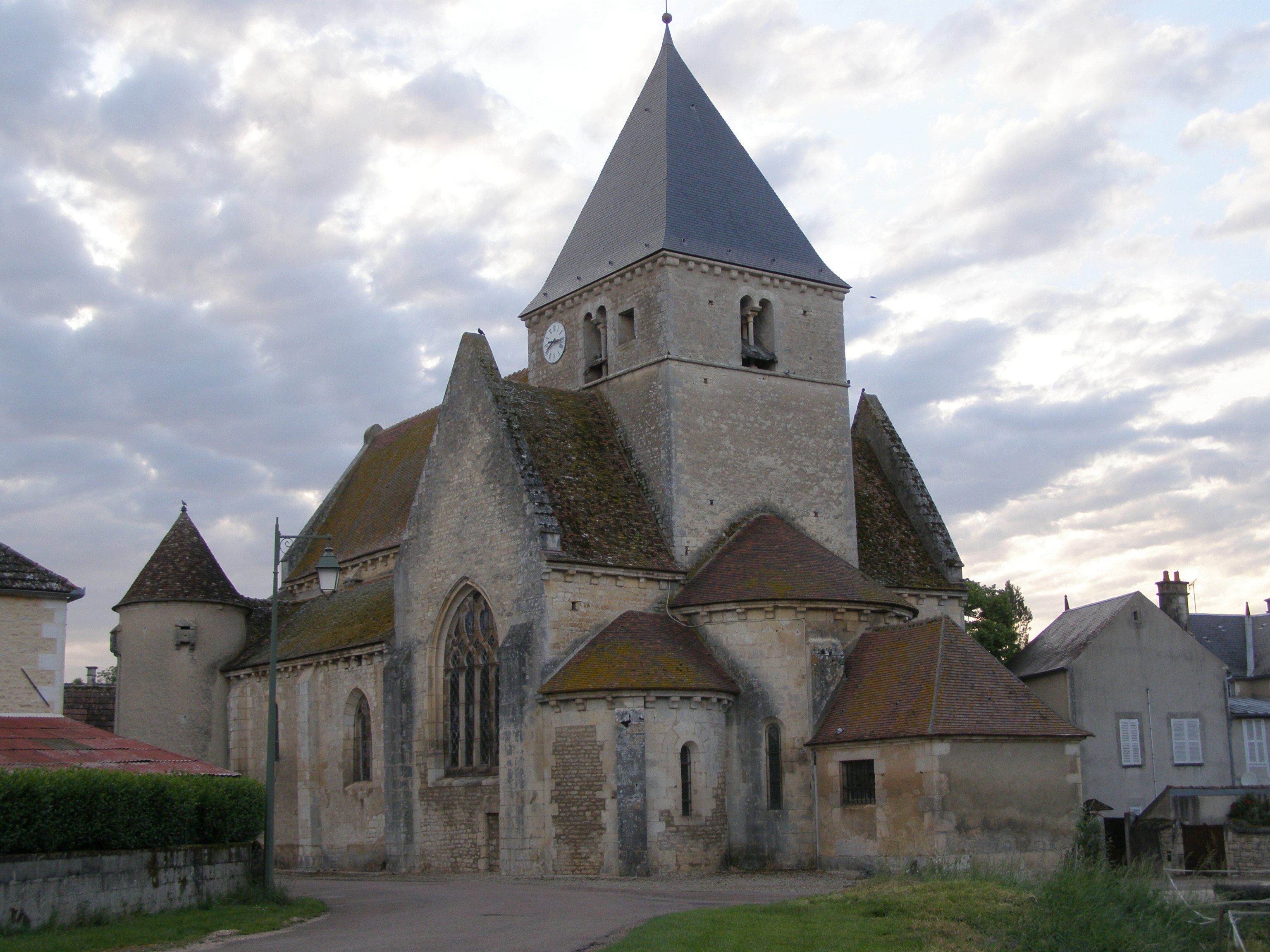
Chevet de l'église romane Saint-Romain du XIIe siècle.
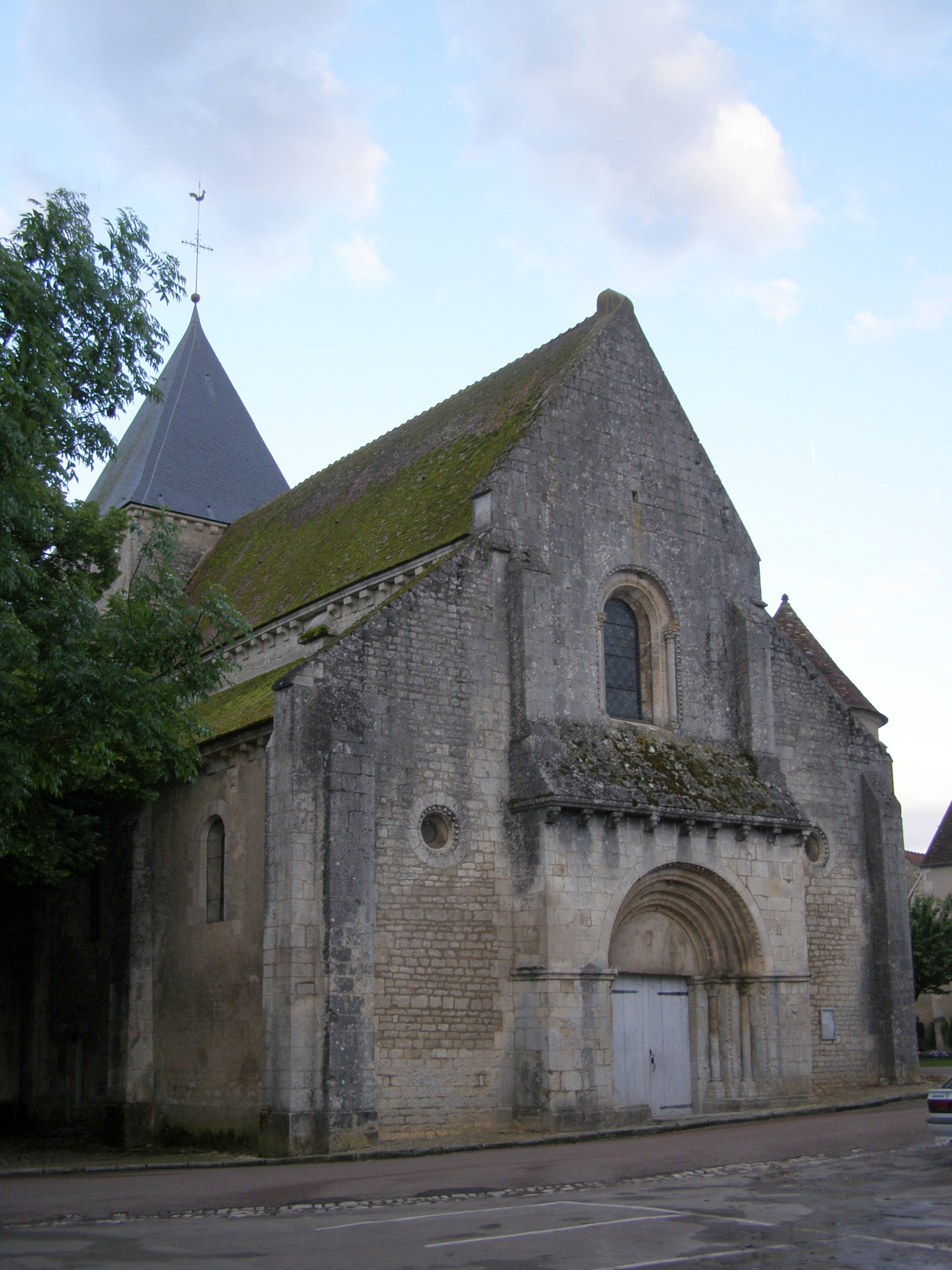
Portail de l'église Saint-Romain.
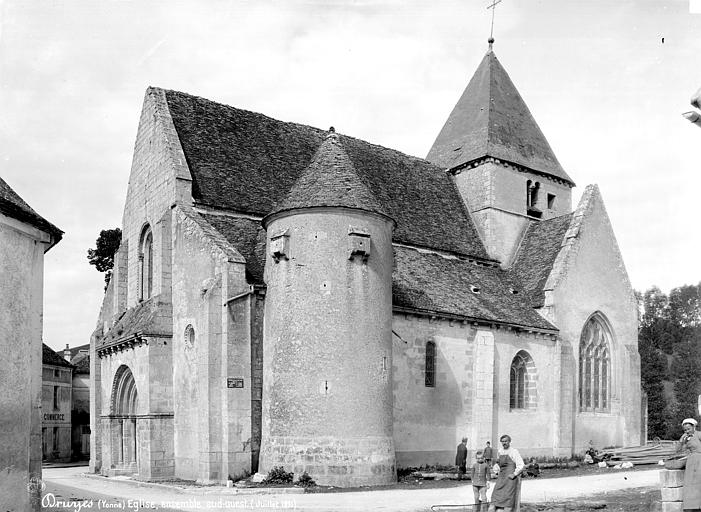
Photographie de l’église (photogr. Séraphin-Médéric Mieusement).
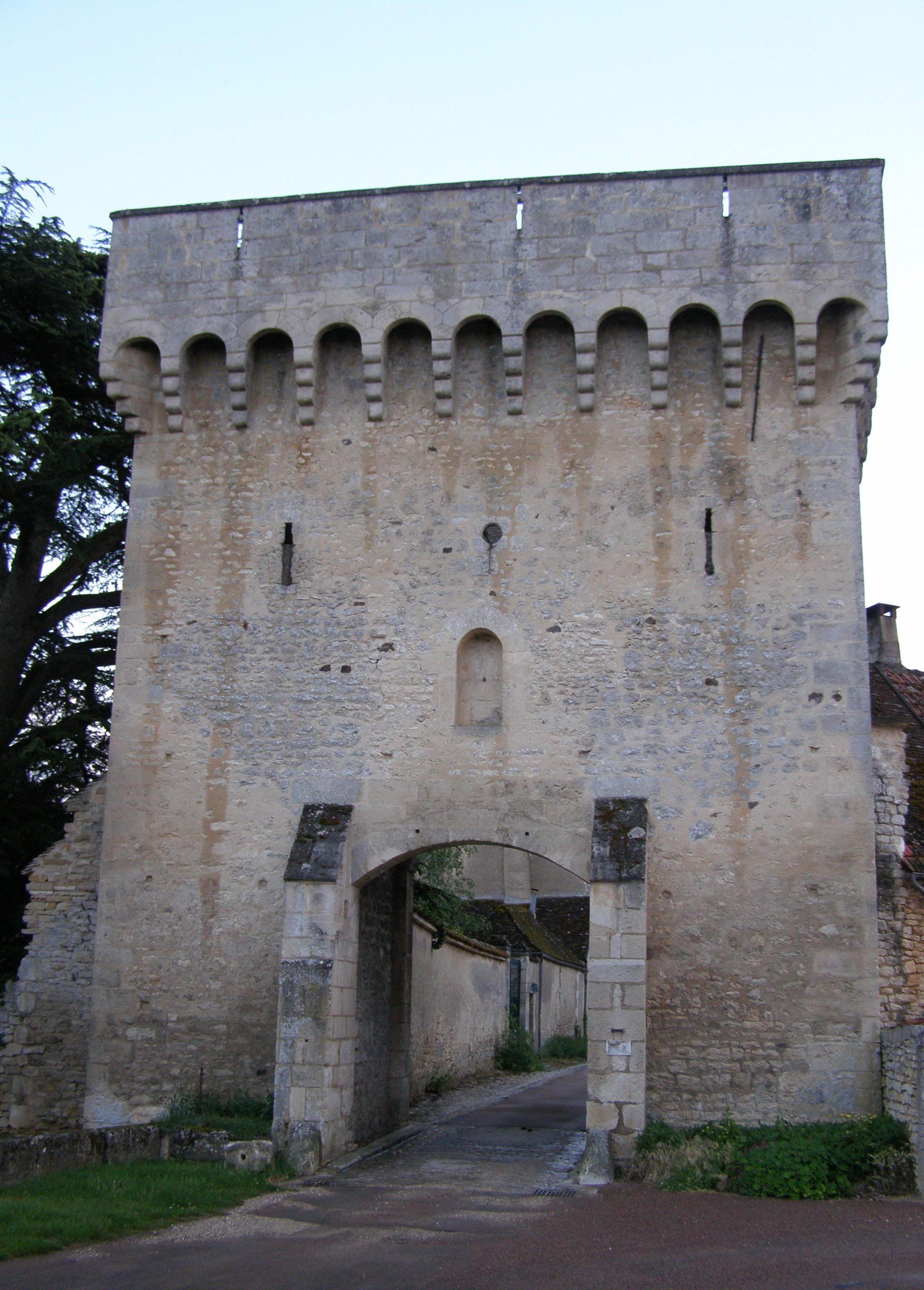
Poterne de la cité médiévale.
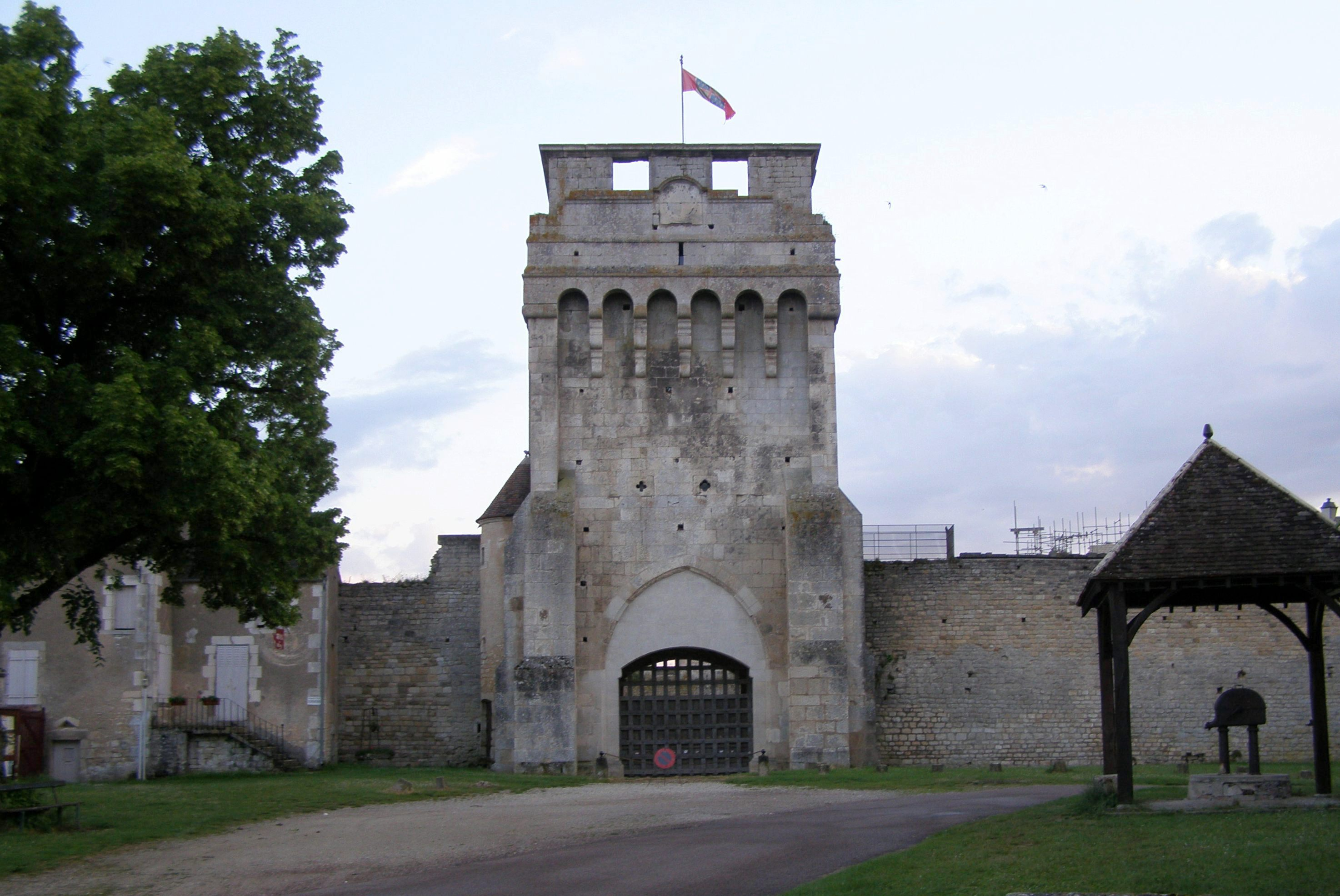
Entrée du château fort.
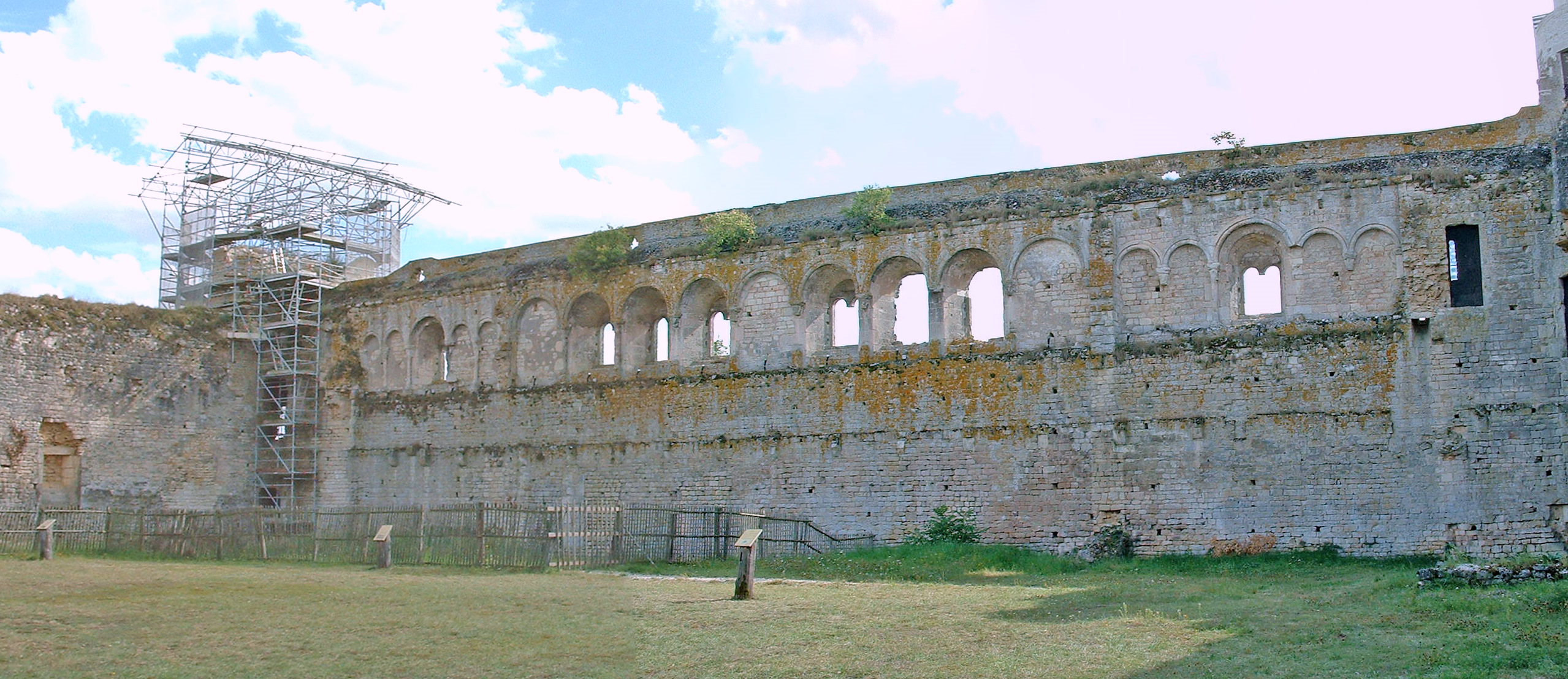
La courtine sud et la « galerie romane ».
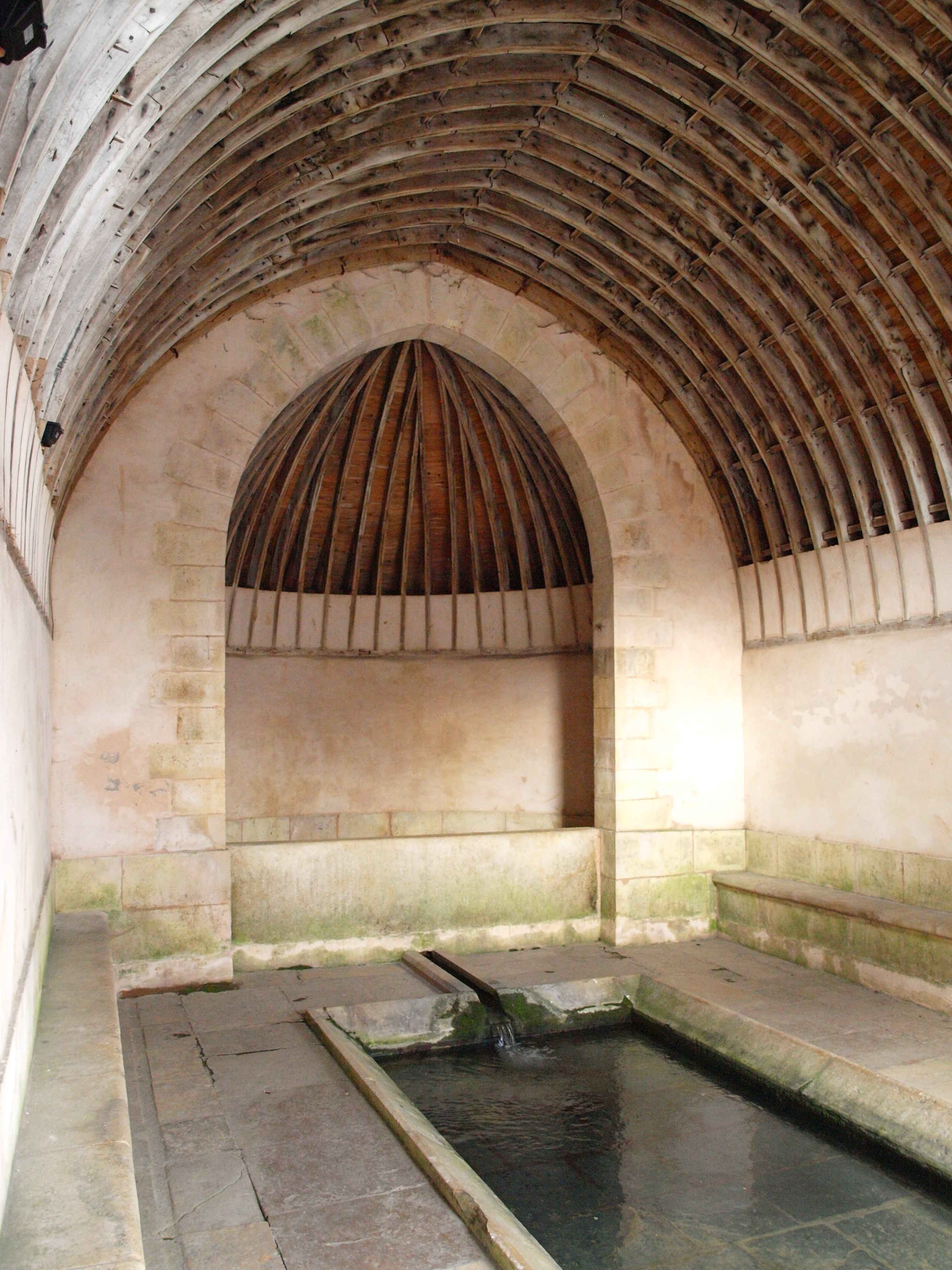
Le lavoir.
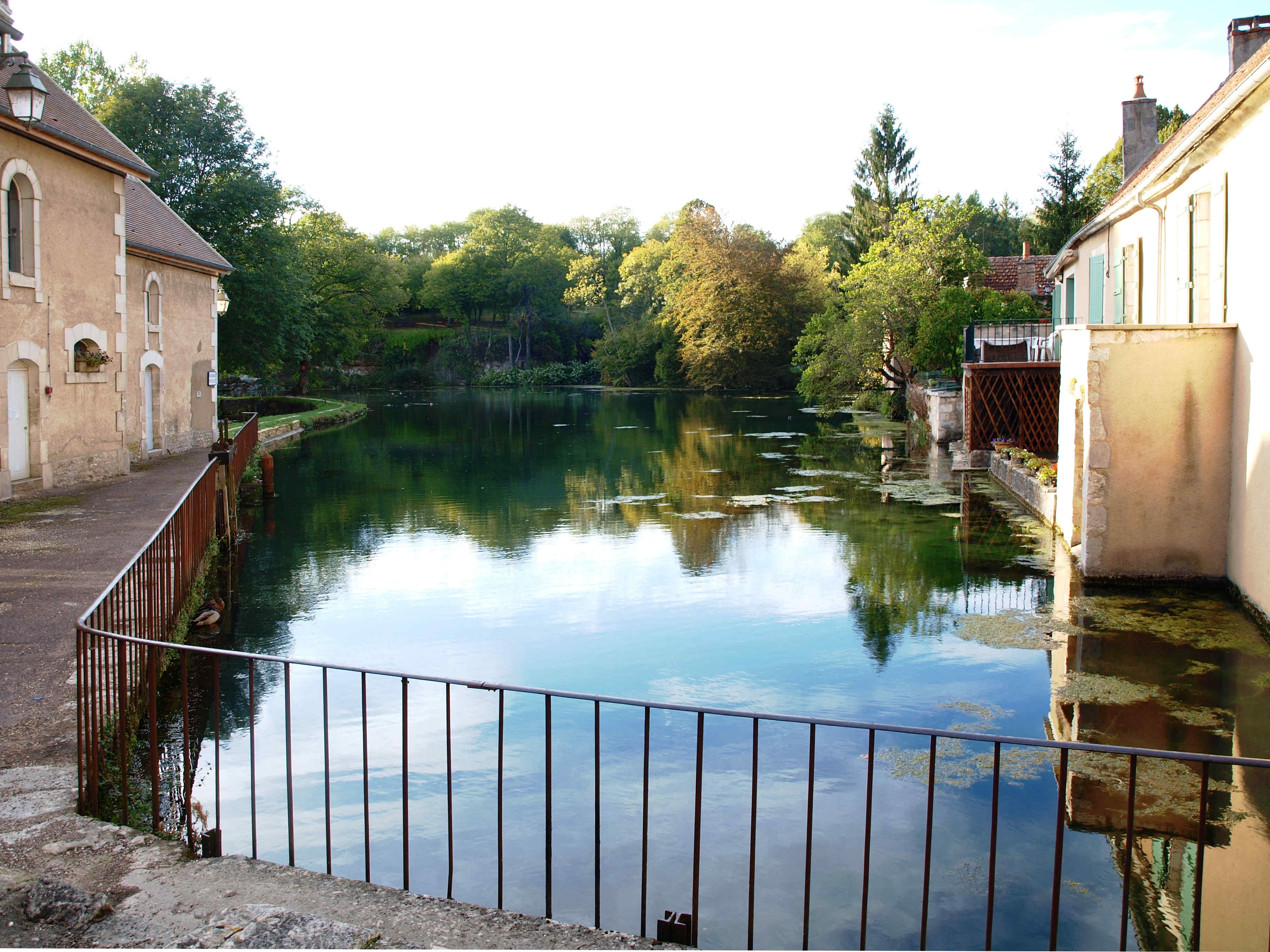
La Druyes.
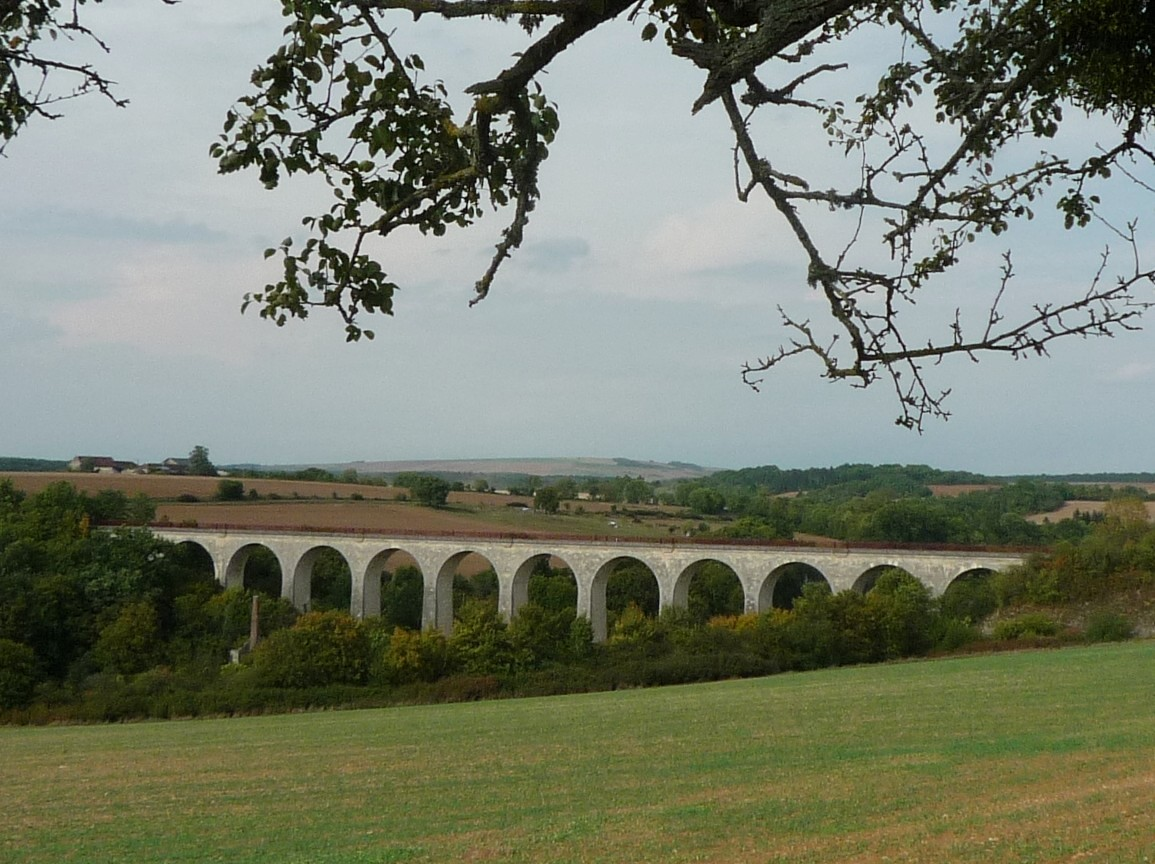
Le viaduc.
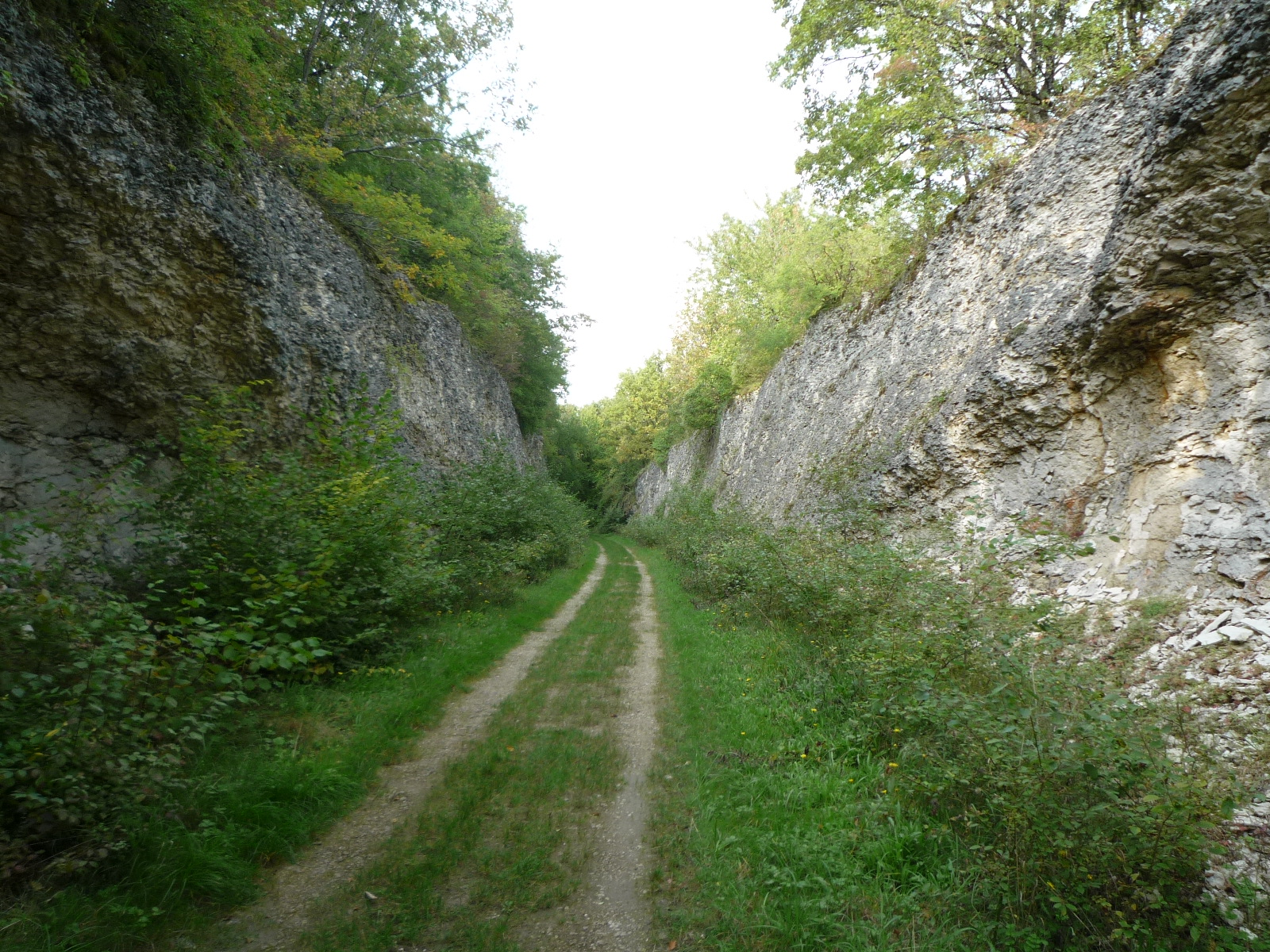
Ancienne ligne Triguères-Surgy.
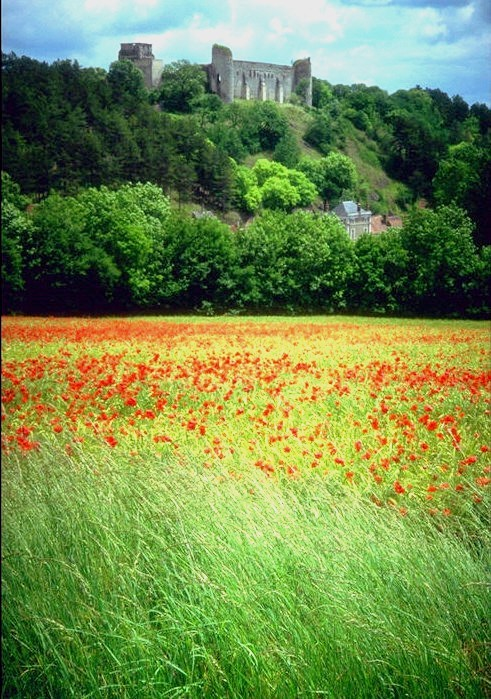
Druyes nichée au pied du château.

### Personnalités liées à la commune
- Mathilde de Courtenay (1188-1257), châtelaine du château de Druyes.
- Jean-Roch Coignet (1776-1865), le « capitaine Coignet » de la Garde impériale, mémorialiste des campagnes, de 1799 à 1815, est né à Druyes-les-Belles-Fontaines.
- Jean Bertin (1917-1975), ingénieur et inventeur de l'Aérotrain, est né à Druyes-les-Belles-Fontaines.

## Pour approfondir